# Décès en 1453
Décès
- 1449
- 1450
- 1451
- 1452
- 1453
- 1454
- 1455
- 1456
- 1457

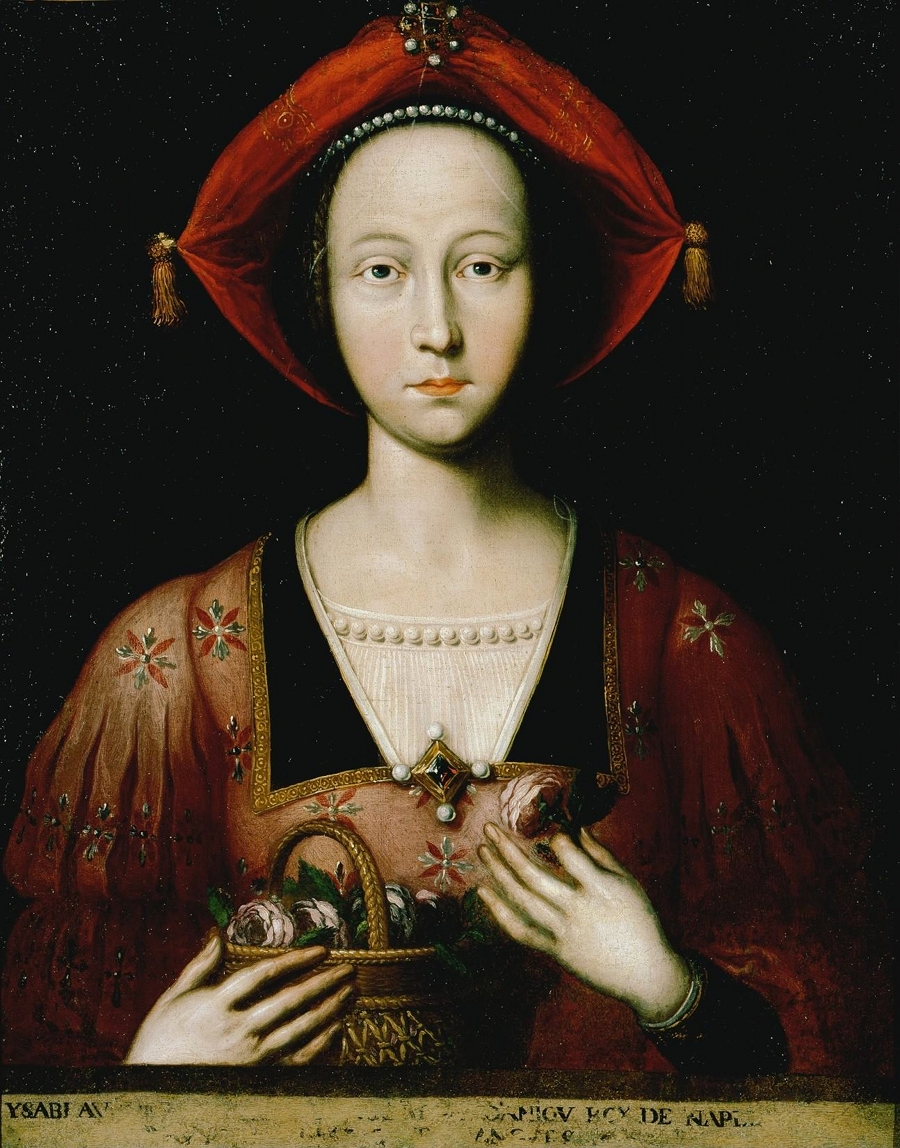
Isabelle Ire de Lorraine, morte le 28 février.

- 9 janvier : Stefano Porcari, homme politique et humaniste italien.
- 13 février :  Az-Zâhir Sayf ad-Dîn Jaqmaq, sultan mamelouk burjite.
- 28 février : Isabelle Ire de Lorraine, duchesse de Lorraine.
- avril : Binnya Kyan, roi de Hanthawaddy.
- 24 avril : Carlo Marsuppini, écrivain et chancelier de la République Florentine.
- 28 avril : Giacomo Coco, capitaine de galères vénitien.
- 29 mai : Constantin XI Paléologue, dernier empereur byzantin.
- 17 juillet : John Talbot meurt à la bataille de Castillon.
- 24 décembre : John Dunstable, compositeur anglais (né v. 1390).

Date incertaine
- Sidi Boushaki, théologien
- Claude de Chastellux, duc de Bourgogne.
- Gian Giacomo Crispo, duc de Naxos.
- Duncan Campbell (1er lord Campbell), noble écossais.
- Giorgio de' Buondelmonti, souverain d'Épire.
- Philippe de Bourbon, seigneur de Beaujeu.
- Jean de Plouec, religieux.
- Thongwa Dönden, 6e Karmapa.
- Giacomo Jaquerio, enlumineur.
- Jean Ier de Lubin, duc de Brzeg, de Luben et de Chojnów.
- Macée de Léodepart, épouse de Jacques Cœur.
- Sophie de Lituanie, grande-princesse de Moscovie.
- Mariano di Jacopo, administrateur italien, artiste et ingénieur.
- Maha Kali, roi de Champa.
- Shō Kinpuku, roi de Ryūkyū.
- Mohammed IX al-Aysar, émir nasride de Grenade.
- Udha Râo, 16ème râja de Jaipur.
- Urbain, ingénieur hongrois.

## Crédit d'auteurs
- Cet article est partiellement ou en totalité issu de l'article intitulé « 1453 » (voir la liste des auteurs).